# Ciclones Katrina e Victor–Cindy
Os ciclones tropicais severos Katrina e Victor-Cindy foram um par de ciclones tropicais relacionados de longa duração, que se moveram ao redor da costa do nordeste da Austrália durante partes de janeiro e fevereiro de 1998, antes de finalmente se moverem para o sul do Oceano Índico. Katrina foi o quarto ciclone tropical e tempestade nomeada da temporada de ciclones da região australiana de 1997-98 ; Victor–Cindy foi o sétimo ciclone tropical e tempestade nomeada da temporada de ciclones da região australiana de 1997–98; depois de se mudar para o Sudoeste do Oceano Índico, Victor–Cindy tornou-se o quinto ciclone tropical e a quarta tempestade nomeada da temporada de ciclones do Sudoeste do Oceano Índico de 1997-98. O Katrina se desenvolveu em 1 de janeiro e serpenteou dentro do Mar de Coral entre a costa de Queensland e Vanuatu pelas próximas três semanas, antes de degenerar em uma baixa remanescente perto do extremo norte de Queensland em 25 de janeiro. Após sua decadência, os remanescentes do Katrina se moveram para o oeste sobre a Península do Cabo York e o Golfo de Carpentaria, antes de se regenerar no ciclone Victor em 8 de fevereiro, após o qual o sistema se moveu pelo Território do Norte e para o Oceano Índico, ao longo dq próxima semana. Ao chegar ao Oceano Índico em 16 de fevereiro, o sistema foi nomeado "Cindy" pelas Maurícias, antes de se dissipar em 19 de fevereiro.
O ciclone Katrina impactou partes de Queensland, Vanuatu e Ilhas Salomão, matando duas pessoas e causando danos de US$ 8,66 milhões (1998 USD ).

## História meteorológica
Em 1 de janeiro, o Australian Bureau de Meteorologia (BoM) começou a monitorar uma baixa tropical que se desenvolveu dentro das monções por cerca de 630 km (390 mi) a leste-nordeste de Cairns em Queensland, Austrália. Durante esse dia, o sistema moveu-se para sudeste, antes de entrar em uma área de fluxo de direção fraco, o que fez com que o sistema executasse um pequeno ciclo ciclônico nos dois dias seguintes. No início de 3 de janeiro, o Centro Conjunto de Alerta de Tufões dos Estados Unidos (JTWC) iniciou alertas sobre o sistema e o designou como Ciclone Tropical 12P. Isso foi depois que o sistema se intensificou rapidamente e um relatório de vento de 57 km/h (35 mph) havia sido recebido de Lihou Reef. Mais ou menos na mesma época, o BoM nomeou o sistema Katrina, pois havia se tornado um ciclone tropical de categoria 1 na escala de intensidade de ciclone tropical australiana.  Depois que o sistema foi nomeado, um aumento no fluxo profundo de oeste para o norte do sistema fez com que o Katrina começasse a se mover para nordeste, em direção à bacia do Pacífico Sul. Nos dias seguintes, o sistema intensificou-se lentamente ainda mais, pois o fluxo de entrada do sistema foi dominado pelo ciclone Susan, que se intensificava rapidamente a oeste de Vanuatu. A saída de Susan também causou uma quantidade moderada de cisalhamento vertical do vento sobre o Katrina, o que ajudou a inibir o desenvolvimento do sistema e o enfraqueceu ligeiramente.
O Katrina cruzou 160 °E e mudou-se para a bacia do Pacífico Sul em 7 de janeiro, onde foi monitorado pelo Serviço Meteorológico de Fiji (FMS), ao passar por cerca de 90 km (56 mi) ao sul da Ilha Rennell nas Ilhas Salomão. O sistema posteriormente começou a se mover para sudeste em direção à nação insular de Vanuatu, e começou a se intensificar mais rapidamente, enquanto Susan se movia para sudeste em direção a Fiji. O sistema veio posteriormente dentro de 220 km (140 mi) da ilha mais setentrional de Vanuatu, Espiritu Santo, antes de recuar para o oeste em 9 de janeiro, devido a um enfraquecimento dos ventos de monção de oeste e ao desenvolvimento de um anticiclone ao sul do sistema. Mais tarde naquele dia, o FMS informou que o sistema atingiu o pico como um ciclone tropical severo de Categoria 3 na escala da região australiana, com 10 minutos de vento sustentado de 150 km/h (90 km/h). O JTWC também informou em 9 de janeiro que o sistema atingiu o pico com velocidades de vento sustentadas de 1 minuto de 165 km/h (103 mph), o que tornou o sistema equivalente a um furacão de categoria 2 na escala de ventos de furacões Saffir-Simpson.
Em 11 de janeiro, o Katrina mudou-se para o sul da Ilha Rennell e depois voltou para a área de Brisbane seis horas depois, onde cruzou o 160 E em sua jornada para o leste, depois a tempestade virou para o oeste, onde manteve esse curso até 15 de janeiro. Em 15 de janeiro, a tempestade deslocou-se para o sul-sudoeste, onde atingiu força equivalente à categoria 2 na escala de furacões Saffir-Simpson, com uma pressão barométrica central de 940 mbar (28 inHg). O Katrina enfraqueceu rapidamente e desacelerou antes de fazer um circuito fechado em 17 e 18 de janeiro. Depois de completar o ciclo, o ciclone Katrina moveu-se para leste por 12 horas, antes de se mudar para leste-sudeste por três dias. Durante esse tempo, o Katrina atingiu brevemente a força da Categoria 1 mais uma vez, antes de desacelerar e ser afetado pelo cisalhamento do vento. Em 24 de janeiro, o Katrina enfraqueceu para uma depressão tropical. Nos dias seguintes, a baixa remanescente do Katrina moveu-se para sudoeste, antes de virar para noroeste em 28 de janeiro. O sistema foi observado pela última vez pelo JTWC em 2 de fevereiro, enquanto estava situado ao largo da costa da Península do Cabo York.
Os remanescentes do Katrina se espalharam pela Península do Cabo York e pelo Golfo de Carpentaria, até se reorganizarem em 8 de fevereiro no ciclone Victor. A baixa era fraca e mal estruturada ao se mover para o norte de Kimberley em 8 de fevereiro; no entanto, sua organização melhorou significativamente em 9 de fevereiro, quando se afastou oeste-sudoeste da costa norte de Kimberley. Um navio-tanque de GNL relatou ventos de 40 nós perto do centro durante o final da tarde de 10 de fevereiro, e a tempestade foi batizada de Victor naquela noite. Continuou a se mover para o oeste e permaneceu fraco durante 11 de fevereiro, mas intensificou-se em 12 de fevereiro. Um olho tornou-se visível durante a manhã de 13 de fevereiro, quando Victor atingiu o pico de intensidade. Victor continuou a oeste-sudoeste, mas depois enfraqueceu progressivamente. Na manhã de 15 de fevereiro, o ciclone foi cortado, com um centro de baixo nível totalmente exposto aparente nas imagens de satélite. Victor foi um pequeno ciclone durante toda a sua vida e foi cercado por pressões ambientais muito altas.
Como Victor acelerou em direção oeste-sudoeste na borda de uma alta subtropical, cruzou o 90º meridiano leste no início de 16 de fevereiro, sendo posteriormente renomeado pelas Maurícias como Ciclone Tropical Cindy. Mais tarde naquele dia, o Centro Meteorológico Regional Especializado da Reunião (RSMC La Reunion) rebaixou Cindy para uma perturbação tropical. Cindy continuou a perder sua convecção e vorticidade até 19 de fevereiro, quando o RSMC La Reunion informou que o ciclone se dissipou, depois de ter recuado para o sul em direção a uma cavado polar.
O período de tempo desde a formação inicial da baixa no Mar de Coral, até que não pudesse mais ser identificada como uma baixa no centro-sul do Oceano Índico foi de 51 dias.

## Impacto

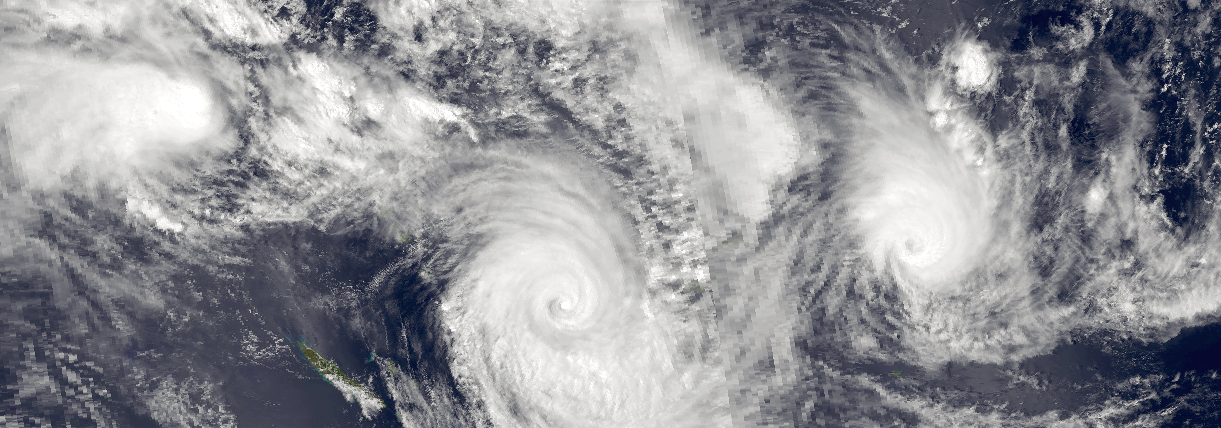
Três ciclones simultâneos em 7 de janeiro: Katrina (esquerda), Susan (centro) e Ron (direita)

O ciclone Katrina impactou partes de Queensland, Vanuatu e as Ilhas Salomão, onde causou duas mortes e US $ 8,66 milhões (1998 USD ) em danos. Também surgiram temores de que o Katrina pudesse ameaçar Fiji, pois interagia com o ciclone Susan, que por sua vez interagia com o ciclone Ron.  Devido ao impacto desta tempestade, o nome Katrina foi retirado das listas de nomes de ciclones tropicais para a região da Austrália.
O Katrina passou perto das Ilhas Salomão em duas ocasiões distintas enquanto estava ativo, com o ciclone afetando primeiro o arquipélago entre 6 e 8 de janeiro, antes de pastar no arquipélago em 11 de janeiro. Como o sistema afetou o arquipélago, o Katrina trouxe chuvas fortes, mar alto e ondas de cerca de 10 m (33 ft) para partes das províncias de Guadalcanal, Makira-Ulawa, Malaita, Rennell e Bellona. Como resultado das ondas altas, vinte famílias tiveram que abandonar a vila de Kopiu na ilha de Guadalcanal e se mudar para uma escola adventista do sétimo dia. Dentro das Ilhas Salomão, 450 casas foram destruídas nas ilhas de Rennell e Bellona, enquanto no sul de Guadalcanal, 200 casas foram destruídas, pois o sistema varreu as ilhas.
O Conselho Nacional de Desastres das Ilhas Salomão se reuniu em 8 de janeiro, a fim de determinar se alguma assistência era necessária e se uma avaliação adicional era necessária para determinar a extensão total dos danos. Durante o dia seguinte, foram realizados levantamentos aéreos e terrestres de Rennell e Bellona e das partes do sul de Makira e da ilha de Guadalcanal.
Como o ciclone afetou a nação insular, os ilhéus evacuaram suas casas e se abrigaram em cavernas.  A Cruz Vermelha e outras organizações não governamentais forneceram ajuda nas ilhas. O Conselho Nacional de Desastres das Ilhas Salomão também pediu ajuda pública e doações para ajudar a fornecer abrigo e suprimentos de emergência.

### Vanuatu
Durante os dias 8 e 9 de janeiro, enquanto o sistema estava localizado na bacia do Pacífico Sul, o Katrina representou uma ameaça para Vanuatu, que havia sido afetada pelo ciclone Susan alguns dias antes. Depois que Susan se mudou, a maioria das lojas e prédios do governo na ilha de Efate manteve suas persianas fechadas em preparação para o sistema que afetava o arquipélago. Em Vanuatu, um homem se afogou depois de ser arrastado por grandes ondas e mar agitado enquanto pescava.

### Austrália
Depois de atingir algumas dessas ilhas, a tempestade de rastreamento errático inverteu a direção e ameaçou outra região atingida pelo desastre, Queensland, Austrália. Em 16 de janeiro, as autoridades alertaram que mais chuvas da tempestade poderiam renovar as inundações em regiões ainda se recuperando das destrutivas no início do mês. Os moradores foram aconselhados a cortar ramos de árvores, proteger objetos ao ar livre, limpar suas calhas e estocar suprimentos de emergência. De acordo com relatos da imprensa, a ameaça de um ciclone foi "a pior notícia para Townsville ". Alertas de ciclone foram declarados para partes da costa de Queensland entre Cape Melville e Bowen. Os esforços de limpeza foram apressados, pois os detritos tiveram que ser removidos das áreas atingidas pelas inundações antes que a tempestade ocorresse. Em 18 de janeiro, os 1.000 trabalhadores humanitários trazidos para a região após as inundações foram colocados de prontidão para proteger seu bem-estar enquanto a tempestade avançava. Depois que o Katrina parou e se afastou de Queensland em 19 de janeiro, a área de alerta de ciclones foi revisada para abranger áreas entre Cardwell e Mackay. Um aviso de vento forte também foi colocado em vigor de Cairns a Bowen. No dia seguinte, esses avisos foram interrompidos, pois a tempestade não representava mais uma ameaça à terra.
Ao largo da costa de Queensland, Willis Island foi impactada pelo Katrina duas vezes: uma em 3 de janeiro e novamente entre 16 e 18 de janeiro. Ambos os casos trouxeram chuvas fortes, totalizando 443.2 mm (17.45 in), mais que o dobro da média mensal. Ao cruzar a Península do Cabo York, os remanescentes do Katrina trouxeram chuvas moderadas para a região, ultrapassando 60 mm (2.4 in) em algumas áreas.